# Bednění (trvalé)

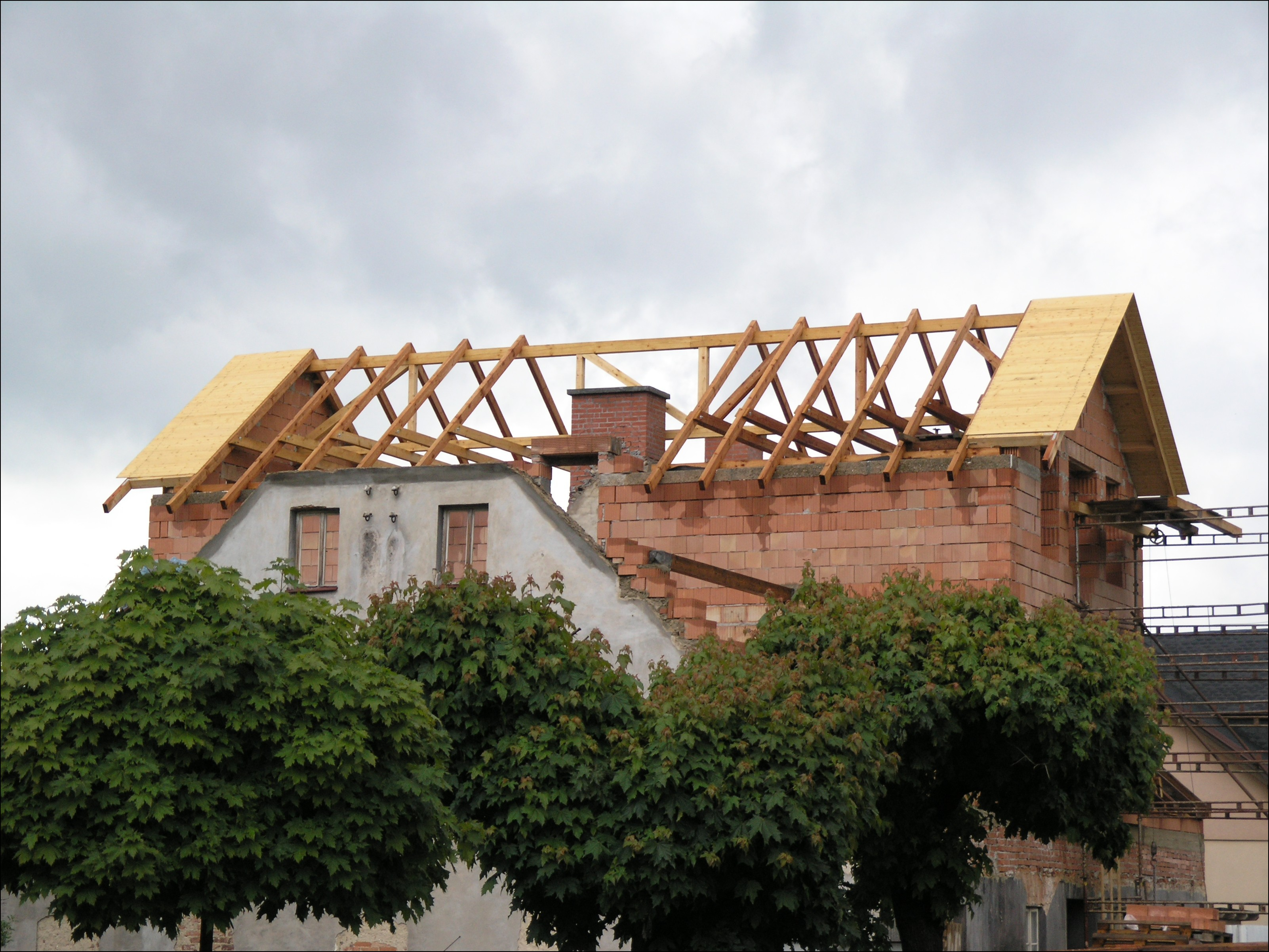
Bednění střechy

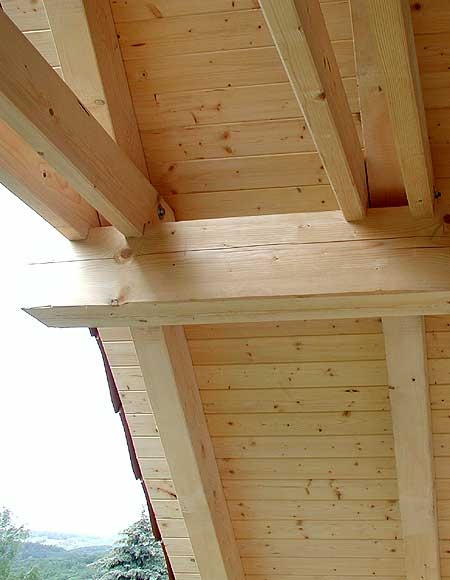
Bednění střechy,
viditelná část je z ohoblovaných prken

Bednění je plocha vytvořená z prken, překližek, dřevotřískových desek apod. připevněných na nosné konstrukci (např. krovu). Je trvalou součástí stavby a slouží k upevnění a podepření materiálů (plech, lepenka, tepelná izolace aj.), které nejsou samonosné.
Bednění musí nejen přenést působící zatížení, ale u některých střešních krytin, např. břidlice, musí být
dostatečně tuhé, nesmí se prohýbat. Aby se prkna bednění při vysychání nekroutila, nesmí být šířka prken větší než 200 mm.
K připevňování prken a deskových materiálů z aglomerovaného dřeva se používají stavební hřebíky a vruty.
Před zakrytím se doporučuje provést na bednění chemickou ochranu.